# 校外指導
校外指導（こうがいしどう）とは、学校とPTAが協力して児童・生徒の学校外での生活ぶりを管理することを指す。
日本独特のものであり、学校の責任が学習指導に限定される国では、想定外のものである。日本の学校教育の考え方では、「学校と家庭が二人三脚を組まなければ、伸びるものも伸びない」なのである。